# 隆布龙
隆布龙（法語：Lombron，法語發音：[lɔ̃bʁɔ̃]）是法国萨尔特省的一个市镇，属于马梅尔斯区。

## 地理
隆布龙（48°4'41"N, 0°25'5"E）面积24.11 平方千米，位于法国卢瓦尔河地区大区萨尔特省，该省份为法国西北部内陆省份，北起顺时针与奥恩省、厄尔-卢瓦省、卢瓦-谢尔省、安德尔-卢瓦尔省、曼恩-卢瓦尔省和马耶讷省接壤，是法国大西部的入口，连接卢瓦尔河谷、布列塔尼和巴黎盆地。
与隆布龙接壤的市镇（或旧市镇、城区）包括：托尔塞昂瓦莱、锡耶勒菲利普、拉沙佩勒圣雷米、科内雷、蒙福尔勒热努瓦、圣科尔内耶。

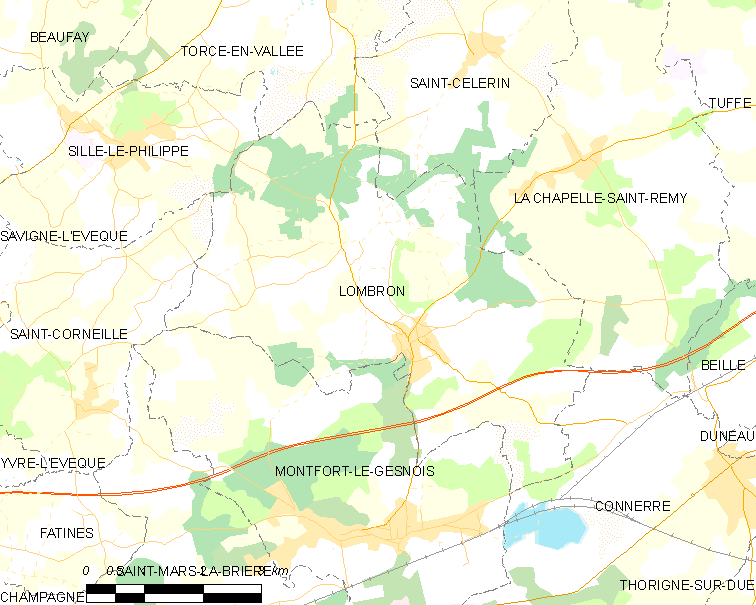
隆布龙的OSM定位图

隆布龙的时区为UTC+01:00、UTC+02:00（夏令时）。

## 行政
隆布龙的邮政编码为72450，INSEE市镇编码为72165。

## 政治
隆布龙所属的省级选区为萨维涅莱韦克县。

## 人口

1962-2008年间隆布龙人口变化图示

隆布龙于2022年1月1日时的人口数量为1937人。